# Llista d'universitats de Finlàndia
La llista d'universitats de Finlàndia inclou tots els centres d'ensenyament superior de Finlàndia, un país que passa per tenir el millor sistema educatiu del món.

## Universitats
| Nom                      | Ciutat    | Any de fundació | Alumnes |
| ------------------------ | --------- | --------------- | ------- |
| Universitat de Hèlsinki  | Hèlsinki  | 1640            | 38.200  |
| Universitat de Joensuu   | Joensuu   | 1969            | 7.200   |
| Universitat de Jyväskylä | Jyväskylä | 1934            | 18.000  |
| Universitat de Kuopio    | Kuopio    | 1972            | 6.200   |
| Universitat de Lapònia   | Rovaniemi | 1979            | 4.300   |
| Universitat d'Oulu       | Oulu      | 1958            | 17.000  |
| Universitat de Tampere   | Tampere   | 1925            | 15.400  |
| Universitat de Turku     | Turku     | 1920            | 18.000  |
| Universitat de Vaasa     | Vaasa     | 1966            | 5.500   |
| Universitat Åbo Akademi  | Turku     | 1918            | 8.000   |

## Universitats politècniques
| Nom                                | Ciutat       | Any de fundació | Alumnes |
| ---------------------------------- | ------------ | --------------- | ------- |
| Universitat Tècnica de Hèlsinki    | Hèlsinki     | 1849            | 15.000  |
| Universitat Tèncica de Lappeeranta | Lappeenranta | 1969            | 5.500   |
| Universitat Tècnica de Tampere     | Tampere      | 1972            | 12.600  |

## Escoles superiors de ciències econòmiques i empresarials
| Nom                                                                      | Ciutat   | Any de fundació | Alumnes |
| ------------------------------------------------------------------------ | -------- | --------------- | ------- |
| Escola Superior de Ciències Econòmiques i Empresarials de Hèlsinki       | Hèlsinki | 1911            | 4.000   |
| Escola Superior Sueca de Ciències Econòmiques i Empresarials de Hèlsinki | Hèlsinki | 1909            | 2.400   |
| Escola Superior de Ciències Econòmiques i Empresarials de Turku          | Turku    | 1950            | 2.250   |

## Acadèmies universitàries
| Nom                                 | Ciutat   | Any de fundació | Alumnes |
| ----------------------------------- | -------- | --------------- | ------- |
| Acadèmia de Belles Arts de Hèlsinki | Hèlsinki | 1848            | 240     |
| Acadèmia de Teatre de Hèlsinki      | Hèlsinki | 1979            | 400     |
| Acadèmia Sibelius                   | Hèlsinki | 1882            | 1.700   |
| Acadèmia d'Art i Disseny            | Hèlsinki | 1871            | 1.900   |